# عبد القادر بن علي المشاط
عبد القادر العالم بن علي بن عبد الواحد بن عباس المشاط المالكي ( 1248 هـ - 1302 هـ ) إمام المسجد الحرام. كان يشار إليه بشيخ التجار، فكان بالمصالحة بينهم وتسوية أمرهم، حفظ القرآن الكريم وكثير من متون المذهب وغيرها، تفقه على يد الشيخ حسين مفتي المالكية، فقرأ عليه في الحديث ومصطلحه وغير ذلك.

## أسرته
- الشيخ علي بن عبد القادر المشاط انتقلت إليه وظيفة إمامة والده.